# Melisandre
Melisandre de Asshai es uno de los personajes principales de la serie de novelas fantásticas Canción de hielo y fuego, del escritor estadounidense George R. R. Martin. Melisandre era una sacerdotisa del dios R'hllor y la más cercana consejera de Stannis Baratheon. En la serie de HBO era interpretada por Carice van Houten.

## Descripción
Melisandre es descrita como una mujer hermosa, de cabello color cobre y ojos rojos. Tiene una piel pálida sin imperfección alguna y es más alta que la mayoría de hombres. Posee una figura voluptuosa, de grandes pechos, cintura estrecha y un rostro en forma de corazón. Como la mayoría de sacerdotes de R'hllor, Melisandre únicamente viste ropa de color rojo carmesí, siendo habitual vestidos de seda. Siempre lleva consigo una gargantilla con un gran rubí rojo que lleva al cuello ajustado, y que según usa su magia, el rubí comienza a desprender destellos.
Melisandre tiene una personalidad e intenciones que son un misterio para todos los que la rodean; cree ciegamente en el poder del dios R'hllor, el cual le otorga visiones a través de las llamas. Melisandre es una experta en magia y conjuros y suele llevar ungüentos y pócimas en sus mangas. Además, no tiene necesidad de ingerir alimentos ya que R'hllor la provee del sustento que necesita.

La noche es oscura y alberga horrores.
Melisandre

## Historia
En la obra apenas se menciona nada de la infancia y juventud de Melisandre, aunque ella misma afirma que nació como esclava, probablemente en Asshai, con el nombre de "Melony". De niña fue vendida a un templo consagrado al dios R'hllor y desde entonces tiene la capacidad de ver visiones.
Cómo Melisandre llegó a Rocadragón y al servicio de Stannis Baratheon es desconocido. Al parecer logró influenciar lo suficiente a la esposa de este, Lady Selyse Florent, como para que ella intercediera por Melisandre ante Stannis. Gracias a las promesas de poder que le daba, Stannis acabó escuchando cada vez más a Melisandre hasta que se convirtió en una de sus principales consejeras, e incluso aparentemente Stannis adoptó la Fe de R'hllor.

### Choque de reyes
Su cada vez mayor influencia ante Stannis desata la desconfianza de los demás consejeros de este. Melisandre consiguió que Stannis adoptara la Fe de R'hllor y obligó a sus vasallos a que hicieran lo mismo; no solo eso, también quemó estatuas de los dioses de la Fe de los Siete como muestra de que Stannis y Rocadragón abandonaban a sus antiguos dioses. El maestre Cressen, temiendo a la sacerdotisa y su cada vez mayor influencia en Stannis, trama asesinarla usando veneno, pero Melisandre ya estaba enterada gracias a sus visiones y sobrevive al veneno que el maestre puso en su bebida, y fue el propio maestre el que murió al beber del mismo vino obligado por Melisandre.
Melisandre parte junto a Stannis a parlamentar con su hermano Renly Baratheon acerca del trono y está presente en las negociaciones. Al no llegar a un acuerdo, Melisandre engendra una sombra de Stannis que asesina a Renly cuando se hallaba en su tienda preparándose para la batalla. También engendrará otra sombra para eliminar a Ser Cortnay Penrose, el cual se negaba a rendirse ante Stannis. Posteriormente le recomienda a Stannis que no ataque Desembarco del Rey, pero él se niega y es derrotado en la Batalla del Aguasnegras.

### Tormenta de espadas
Sin ejército, sin flota y sin apenas apoyos, Stannis se refugia en Rocadragón. Melisandre planea entonces sacrificar a Edric Tormenta, un hijo bastardo del rey Robert que Stannis capturó tras tomar Bastión de Tormentas. Melisandre cree que con su sacrificio podrá despertar a los dragones de piedra que hay en Rocadragón. En un principio, Stannis se negó a ejecutar el plan, pero sí que permitió que al muchacho le extrajeran sangre para que Melisandre hiciera un ritual con el que matar a los otros reyes: Joffrey Baratheon, Robb Stark y Balon Greyjoy.
Davos Seaworth recibe una carta de la Guardia de la Noche pidiendo auxilio para luchar contra los salvajes de Mance Rayder. Melisandre afirma que la batalla y los acontecimientos que se librarán en el Muro harán parecer intrascendente la Guerra de los Cinco Reyes, por ello, Stannis acude al Muro junto a Melisandre y sus partidarios justo a tiempo para derrotar a los salvajes.

Esta pequeña guerra no es más que una pelea de niños ante lo que está por venir. Aquel cuyo nombre no debe ser mencionado hace acopio de su poder. Pronto llegará el frío y la noche que no tiene fin... a menos que los hombres verdaderos encuentren el coraje para enfrentarnos a ella; los hombres cuyos corazones sean de fuego.
Melisandre

### Danza de dragones
Melisandre se instala en el Muro mientras Stannis parte con su ejército para luchar contra los Bolton que ahora controlan el Norte. Ella nota que sus poderes se han vuelto más fuertes en el Muro, y recibe abundantes visiones de R'hllor que busca darles interpretación. Melisandre trata también de ganarse la confianza del Lord Comandante Jon Nieve, el cual aparece constantemente en sus visiones. Tiene una visión de Arya Stark llegando al Muro, pero en realidad se trata de Alys Karstark.
Por orden de Stannis, Mance Rayder es quemado; sin embargo, el que es quemado en la hoguera es Casaca de Matraca en el cuerpo de Mance, mientras que este aún vive bajo la apariencia de Casaca de Matraca. Melisandre envía a Mance a Invernalia para que rescate a Arya Stark, sin saber que tampoco se trata de ella, sino de Jeyne Poole.

## Adaptación televisiva

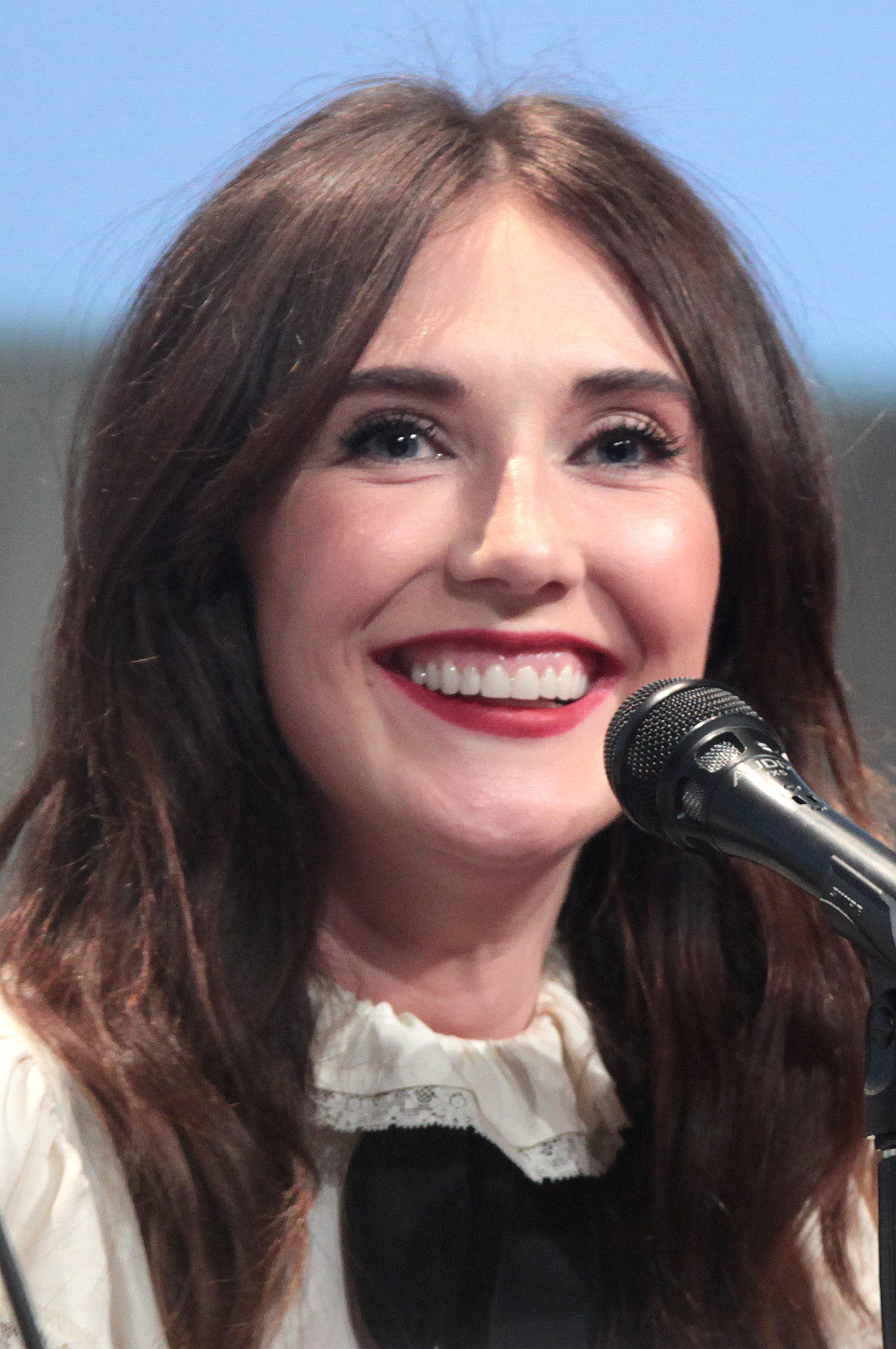
Carice van Houten interpreta a Melisandre.

La actriz Carice van Houten interpreta a Melisandre desde la segunda temporada hasta el final de la serie. 